# Phalaenopsis bellina
Phalaenopsis bellina (возможное русское название: Фаленопсис беллина) — моноподиальное эпифитное травянистое растение семейства Орхидные.
Вид не имеет устоявшегося русского названия, в русскоязычных источниках используется научное название Phalaenopsis bellina.
Видовой статус под вопросом. Одни авторы считают Phalaenopsis violacea одной из естественных вариаций Phalaenopsis bellina. Другие описывают Phalaenopsis bellina, как одну из вариаций Phalaenopsis violacea.

## Синонимы
По данным Королевских ботанических садов в Кью
- Phalaenopsis violacea var. bellina Rchb.f., 1884 basionym
- Phalaenopsis violacea var. murtoniana Rchb.f., 1878
- Phalaenopsis violacea var. bowringiana Rchb.f., 1884
- Phalaenopsis violacea var. chloracea Rchb.f., 1884
- Phalaenopsis violacea var. punctata Rchb.f., 1884
- Phalaenopsis bellina f. bowringiana (Rchb.f.) Christenson, 1995
- Phalaenopsis bellina f. murtoniana (Rchb.f.) Christenson, 1995
- Phalaenopsis bellina f. punctata (Rchb.f.) Christenson, 1995
- Phalaenopsis bellina f. alba Christenson, 2001
- Phalaenopsis bellina f. chloracea (Rchb.f.) O.Gruss & M.Wolff, 2007

## Естественные вариации
- Phalaenopsis bellina var alba (Christ 2001)
- Phalaenopsis bellina var bowringiana (Christ 1995)
- Phalaenopsis bellina var murtoniana (Christ 1995)

Phalaenopsis violacea var murtoniana (Rchb.f 1878)
- Phalaenopsis bellina var punctata (Christ 2001)

Phalaenopsis violacea var punctata (Rchb.f 1884)

## Биологическое описание
Долгое время считался одной из форм Phalaenopsis violacea под названием var. «Borneo». В настоящее время выделен в самостоятельный вид. 
 От Phal. violacea отличается окраской цветка, несколькими морфологическими деталями и ароматом. 
Наиболее яркое отличие касается лепестков. У Phal. bellina они овальные и видимо расширены, в то время как у Phal. violacea лепестки эллиптические. Лепестки Phal. bellina обычно более 1,3 см шириной, в то время как лепестки Phal. violacea достигают редко 0,7 см. Также у Phal. bellina в среднем более широкие листья.
Компактный моноподиальный эпифит.
Стебель сильно укороченный. Листья блестящие, ярко-зеленые, округлые, от 15 до 30 см в длину. На долгоживущих цветоносах одновременно раскрывается от 1 до 3-х цветков, диаметром от 5 до 7 см.
Цветки беловато-зелёные, нижние сепалии частично фиолетовые. Продолжительность жизни цветка 25-30 дней, аромат — днем, сильный, цветочный.

## Ареал, экологические особенности
Борнео

Тенистые и влажные местообитания в болотистых низменностях и в прибрежных лесах на высотах до 200 метров над уровнем моря. Климат в местах произрастания вида экваториальный.
Климат в местах естественного произрастания Борнео, штат Саравак. 
- Т — Средняя температура воздуха
- Ос — Кол-во дождливых дней

| Месяц    | Т   | Ос |
| -------- | --- | -- |
| январь   | 26° | 25 |
| февраль  | 26° | 21 |
| март     | 27° | 21 |
| апрель   | 27° | 19 |
| май      | 28° | 19 |
| июнь     | 28° | 17 |
| июль     | 27° | 17 |
| август   | 27° | 16 |
| сентябрь | 27° | 19 |
| октябрь  | 27° | 23 |
| ноябрь   | 27° | 24 |
| декабрь  | 26° | 25 |

## Галерея

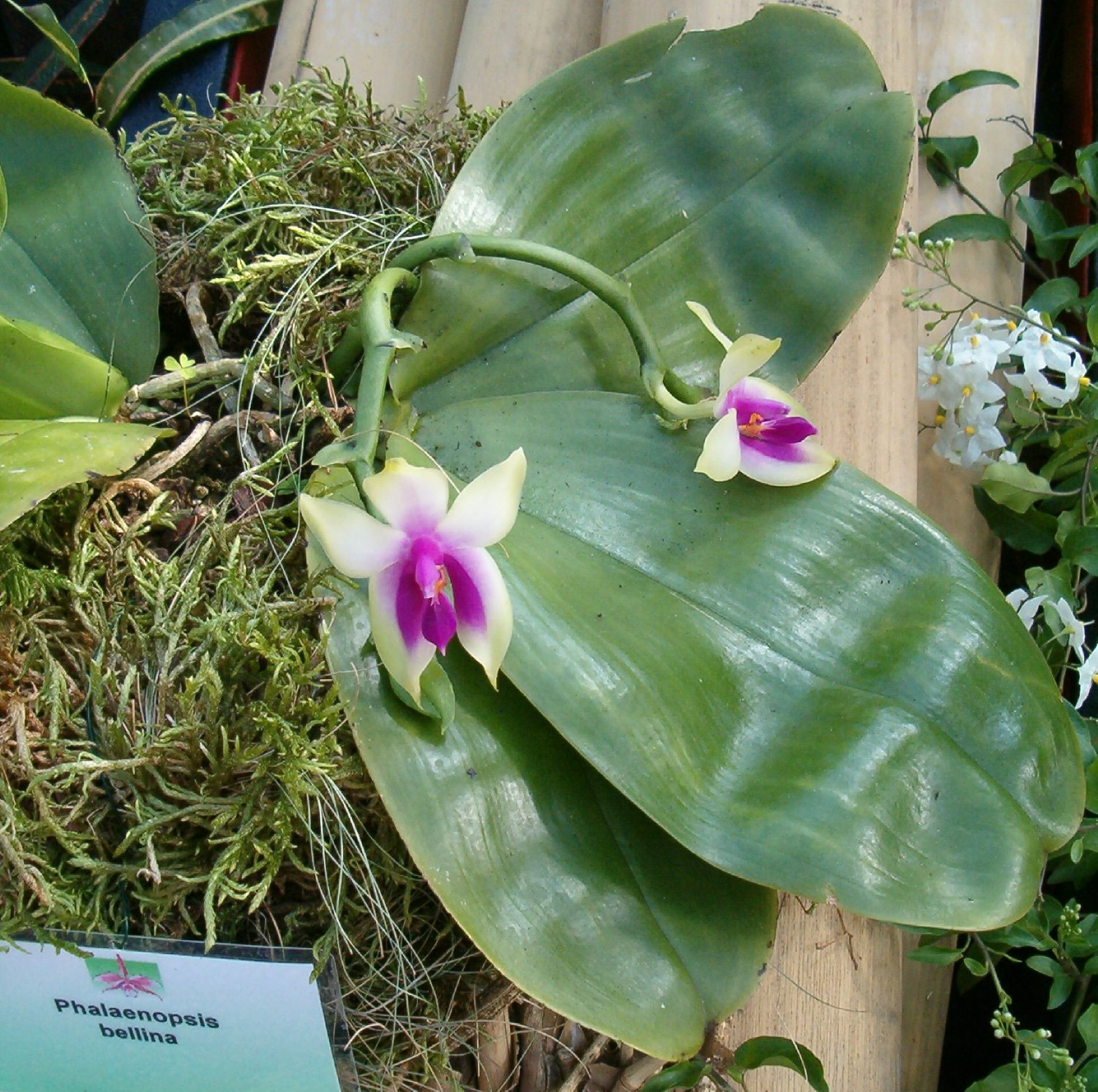
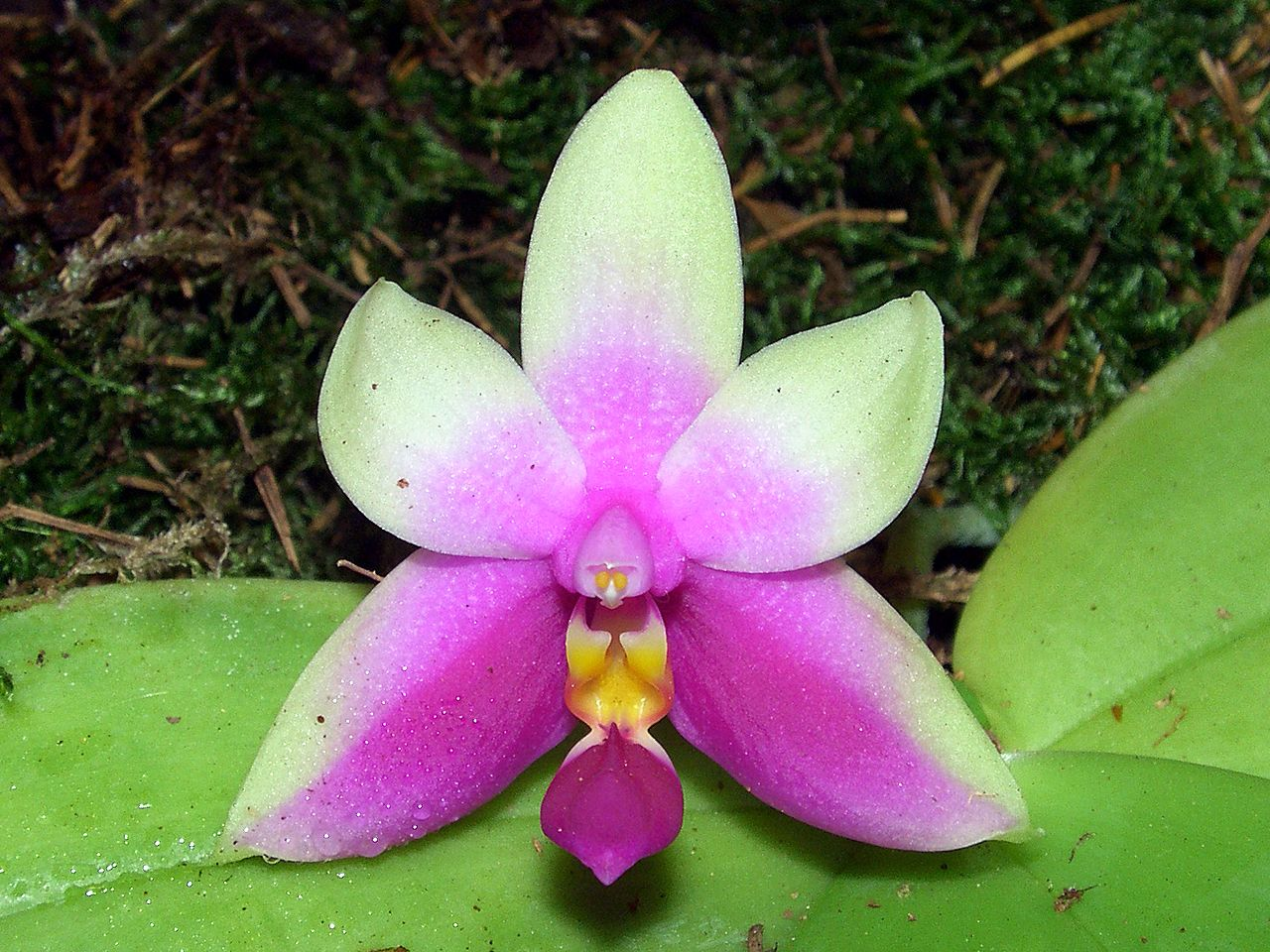
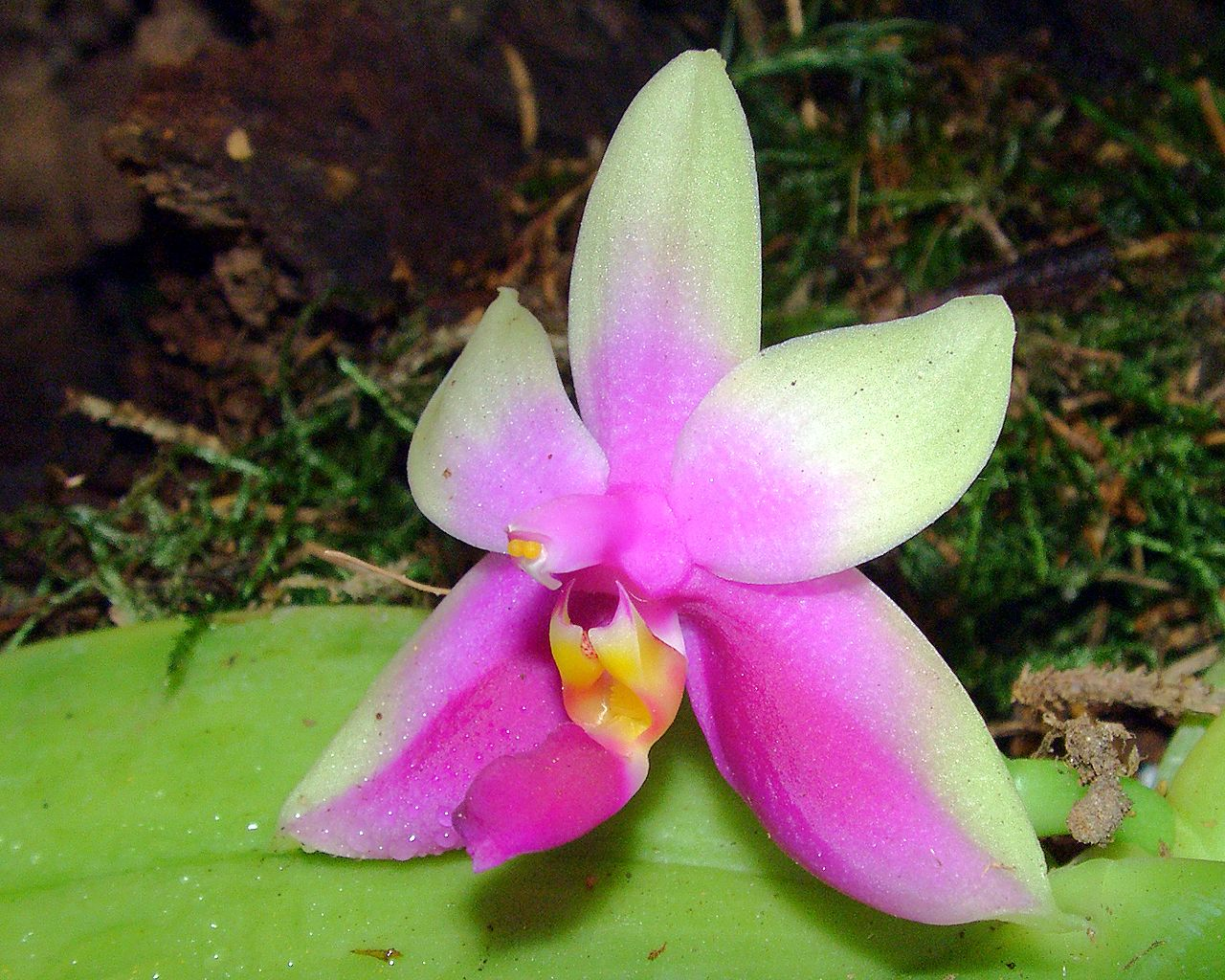

## В культуре
Температурная группа — теплая.
Растения потенциально способны к цветению при размере листьев около 10 см.
Цветоносы после цветения не удаляют, через некоторое время они могут «проснуться» и возобновить цветение. 
Наиболее предпочтительна посадка на блок, но можно культивировать в горшках и корзинках для эпифитов.
Дополнительная информация о агротехнике в статье Фаленопсис.

## Некоторые первичныегибриды(грексы)
По данным сайта Especes de Phalaenopsis.
- Amabell — bellina х amabilis (Orchids Ltd (R-J. Quené)) 2007
- Aprodite’s Bell — bellina х aphrodite (Orchids Ltd (R-J. Quené)) 2005
- Borneo Belle — bellina х modesta (Paul Lippold) 2007
- Borneo Star — bellina х lueddemanniana (Paul Lippold) 2006
- Cecile — bellina х inscriptiosinensis (Saskia Kaufmann) 2007
- Cesario Gene Tobia — cornu-cervi х bellina (Cesario Gene Tobia) 2003
- Cherry Spot — bellina х pulchra (Paul Lippold) 2003
- Corning’s Bell — corningiana х bellina (Orchids Ltd (R-J. Quené)) 2006
- Fascilina — bellina х fasciata (Alain Brochart) 2003
- Fuscabell — bellina х fuscata (Paul Lippold) 2007
- Gigabell — bellina х gigantea (Paul Lippold) 2003
- Guadelupe Pineda — bellina х amboinensis (Cesario Gene Tobia) 2003
- Joshua Irwing Ginsberg — venosa х bellina (H. Ginsberg) 2004
- Lippold’s Favorit — stuartiana х bellina (Paul Lippold) 2006
- Martina Lippold — bellina х hieroglyphica (Paul Lippold) 2002
- Palacea — pallens х bellina (J. Redlinger) 2004
- Samera — bellina х violacea (Micael Liu) 2003
- San Shia Rose — celebensis х bellina (Hou Tse Liu) 2005
- Tetra Bell — bellina х tetraspis (Orchids Ltd (R-J. Quené)) 2005
- Tarlac Bellina — micholitzii х bellina (Cesario Gene Tobia) 2003